# Estación de Erlen
La estación de Erlen es la principal estación ferroviaria de la comuna suiza de Erlen, en el Cantón de Turgovia.

## Historia y situación
La estación de Sulgen fue abierta en el año 1855 con la apertura al tráfico ferroviario de la línea que unía a Winterthur con Romanshorn, del Schweizerische Nordostbahn (NOB), y en 1902 se integró en los SBB-CFF-FFS.
La estación se encuentra ubicada en el norte del núcleo urbano de Erlen. Tiene un total de dos andenes laterales a los que acceden dos vías pasantes.
La estación está situada en términos ferroviarios en la línea férrea Winterthur - Romanshorn. Sus dependencias ferroviarias colaterales son la estación de Sulgen hacia Winterthur y la estación de Oberaach en dirección Romanshorn.

## Servicios ferroviarios
Los servicios son prestados por SBB-CFF-FFS:

### S-Bahn
S-Bahn San Galo
A la estación llegan una línea de la red de cercanías S-Bahn San Galo:
- S 7 Weinfelden – Sulgen – Romanshorn - Rorschach.

S-Bahn Zúrich
La estación está integrada dentro de la red de trenes de cercanías S-Bahn Zúrich, y en la que efectúan parada los trenes de una línea perteneciente a S-Bahn Zúrich:
- S 30 Winterthur – Frauenfeld – Weinfelden (– Romanshorn – Rorschach)